# Högby församling, Växjö stift
Högby församling var en församling i Växjö stift och i Borgholms kommun i Kalmar län på norra Öland. Församlingen uppgick 2006 i Högby-Källa-Persnäs församling.
Församlingskyrka var Högby kyrka. 

## Administrativ historik
Församlingen har medeltida ursprung.
Församlingen utgjorde fram till 1 maj 1917 ett eget pastorat för att då bli moderförsamling i pastoratet Högby och Källa, vilken den också varit från 1544 till 1635. Till detta pastorat fördes 1962 Persnäs församling och 1995 Böda församling. Församlingen uppgick 2006 i Högby-Källa-Persnäs församling som sedan 2010 uppgått i Nordölands församling..
Församlingskod var 088514.

## Series pastorum[3]
| Ämbetstid              | Namn                       | Levnadstid | Kommentar                               |
| (1525)–(1533)          | Nicolaus Brask             |            |                                         |
| (1544)                 | Nils                       | d. 1544    | Högby och Källa församling sammanslagna |
| (1544)–(1550)          | Hans                       |            | Högby och Källa församling sammanslagna |
| (1551)–(1565)          | Nicolaus Jonae             |            | Högby och Källa församling sammanslagna |
| 1567–1602              | Ericus Laurentii           | d. 1602    | Högby och Källa församling sammanslagna |
| 1604–1635              | Petrus Johannis            | d. 1635    | Högby och Källa församling sammanslagna |
| 1638–1657              | Elavus Olai                | d. 1657    |                                         |
| 1658–1693              | Petrus Magni Pontelius     | 1622–1693  |                                         |
| 1695–1709              | Johannes Petri Brand       | 1642–1709  |                                         |
| 1710–1711              | Gerhard Petri Böckert      | 1659–1711  |                                         |
| 1712–1751              | Zacharias Brand            | 1678–1751  |                                         |
| 1752–1784              | Magnus Stagnelius          | 1699–1784  |                                         |
| 1787–1811              | Israel Sven Wellin         | 1742–1811  |                                         |
| 1813–1836              | Henrik Johan Gummerus      | 1774–1836  |                                         |
| 1840–1848              | Sven Eric Wijkmark         | 1792–1848  |                                         |
| 1851–1884              | Peter Magnus Ehrlandsson   | 1804–1884  |                                         |
| 1887–1897              | Johan August Medelius      | 1830–1897  |                                         |
| 1899–1907              | Otto Rudolf Hoflund        | 1852–1925  |                                         |
| 1907 (1917)–1922       | Axel Magnus Lindell        | 1860–1922  | Högby och Källa församling sammanslagna |
| 1924–1932              | August Fabian Wide         | 1882–1978  | Högby och Källa församling sammanslagna |
| 1933–(åtminstone 1951) | David Martin Emanuel Lundh | 1896–1982  | Högby och Källa församling sammanslagna |